# George Miller (regisseur)
George Miller (Brisbane, 3 maart 1945) is een Australisch filmregisseur, scenarioschrijver en filmproducent. Hij is in de filmwereld het meest bekend om zijn werken als de Mad Max-filmserie en de Happy Feet-films. Miller werd voor een Oscar genomineerd met de films in 1993 met Lorenzo's Oil en in 1996 met Babe en won de prijs daadwerkelijk in 2007 met de film Happy Feet.

## Filmografie
Als regisseur, scenarioschrijver en filmproducent:
- 1979: Mad Max
- 1981: Mad Max 2
- 1983: Twilight Zone: The Movie (segment "4")
- 1985: Mad Max Beyond Thunderdome
- 1987: The Witches of Eastwick
- 1992: Lorenzo's Oil
- 1998: Babe: Pig in the City
- 2006: Happy Feet
- 2011: Happy Feet Two
- 2015: Mad Max: Fury Road
- 2022: Three Thousand Years of Longing
- 2024: Furiosa: A Mad Max Saga

Als scenarioschrijver en filmproducent:
- 1995: Babe

- Biblioteca Nacional de España: XX1083668
- Bibliothèque nationale de France: cb12217511q (data)
- Catàleg d'autoritats de noms i títols de Catalunya: 981058594873806706
- Gemeinsame Normdatei: 122616367
- International Standard Name Identifier: 0000 0001 1689 9952
- Library of Congress Control Number: no88004808
- MusicBrainz: 90603186-21b7-4cd8-b561-4d3f06c791c3
- Nationale Bibliotheek van Tsjechië: xx0049273
- Nationale bibliotheek van Australië: 42468762
- Nationale Bibliotheek van Israël: 987007332599505171
- Nederlandse Thesaurus van Auteursnamen: 072092181
- Réseau des bibliothèques de Suisse occidentale: 02-A012376017
- Système universitaire de documentation: 030839998
- Virtual International Authority File: 17273086
- WorldCat: E39PBJtxg7kKdhKFWMjG8MFqcP